# Take My Time
Take My Time es el primer álbum de estudio de la cantante escocesa Sheena Easton. Fue publicado a mediados de enero de 1981 por EMI Records en el Reino Unido. La edición estadounidense del LP, con un repertorio de canciones ligeramente diferente, fue publicado dos meses después por EMI America Records, con el título de Sheena Easton.  
Siendo el mayor éxito comercial de Easton, Take My Time estuvo 38 semanas en el Billboard 200 de los Estados Unidos, alcanzando la posición #24. El segundo sencillo del álbum, «Morning Train (Nine to Five)», permaneció en el puesto #1 en la lista de los Hot 100 y en el Adult Contemporary durante dos semanas. El álbum fue oficialmente certificado disco de oro por la Recording Industry Association of America (RIAA) el 12 de octubre de 1981. Fue certificado disco de oro por la Industria Fonográfica Británica (BPI) el 9 de septiembre de 1981.

## Recepción de la crítica
El personal de Albumism lo incluyó en su lista de Los 100 álbumes debut más dinámicos jamás creados, y Quentin Harrison lo describió como “un [álbum] debut pop expertamente elaborado y exquisitamente cantado”.

## Lista de canciones
| Lado uno |                      |                                          |          |  |
| N.º      | Título               | Escritor(es)                             | Duración |  |
| 1.       | «Don't Send Flowers» | Phil Pickett                             | 3:02     |  |
| 2.       | «Cry»                | Frank Musker, Garth Murphy               | 3:32     |  |
| 3.       | «Take My Time»       | Paul Bliss, Phil Palmer                  | 2:39     |  |
| 4.       | «When He Shines»     | Dominic Bugatti, Florrie Palmer          | 3:56     |  |
| 5.       | «One Man Woman»      | Mick Leeson, Peter Vale                  | 3:06     |  |
| 6.       | «Prisoner»           | D.B. Cooper, James Lance, Tony Riparetti | 3:34     |  |

| Lado dos |                         |                        |          |  |
| N.º      | Título                  | Escritor(es)           | Duración |  |
| 1.       | «9 to 5»                | F. Palmer              | 3:17     |  |
| 2.       | «So Much in Love»       | Bugatti, Musker        | 3:04     |  |
| 3.       | «Voice On the Radio»    | F. Palmer, Vale        | 3:18     |  |
| 4.       | «Calm Before the Storm» | Christopher Neil, Vale | 3:28     |  |
| 5.       | «Modern Girl»           | Bugatti, Musker        | 3:27     |  |
| 6.       | «No One Ever Knows»     | Mick Leeson, Vale      | 3:47     |  |

| Bonus tracks (2009 Cherry Pop reissue) |                   |                     |          |  |
| N.º                                    | Título            | Escritor(es)        | Duración |  |
| 13.                                    | «Paradox»         | Neil                | 2:40     |  |
| 14.                                    | «Moody (My Love)» | Sheena Easton, Neil | 2:07     |  |
| 15.                                    | «Summer's Over»   | F. Palmer, Neil     | 3:24     |  |
| 16.                                    | «Right or Wrong»  | F. Palmer           | 3:17     |  |

## Créditos y personal
Créditos adaptados desde las notas de álbum de Take My Time.
Músicos
- Sheena Easton – voz principal
- Peter Van Hooke – batería
- Frank Ricotti – percusión
- Andy Brown – guitarra bajo
- Phil Palmer – guitarras
- David Cullen – teclados, arreglos de cuerda
- Peter Vale – teclados, coros
- Billy Lyall – teclados
- Derek Austin – teclados
- Ian Lynn – teclados
- Tony Hall – saxofón
- Alan Carvell – coros
- Christopher Neil – coros
- Sharon Campbell – coros
- Kim Goody – coros
- Frank Musker – coros

Personal técnico
- Christopher Neil – productor
- Nick Ryan – ingeniero de audio
- Tony George – ingeniero asistente
- Simon Hurrell – ingeniero asistente
- Brett Kennedy – ingeniero asistente
- Richard Tucker – notas de álbum

Diseño
- Brian Aris – fotografía
- Peter Shepherd – diseño de portada

## Posicionamiento
| Gráfica (1981)                      | Pico de posición |
| ----------------------------------- | ---------------- |
| Australia (Kent Music Report)       | 57               |
| Canadá (RPM Top Albums/CDs)         | 12               |
| Estados Unidos (Billboard 200)      | 24               |
| Finlandia (Suomen virallinen lista) | 24               |
| Japón (Oricon Albums Chart)         | 4                |
| Noruega (VG-lista)                  | 33               |
| Reino Unido (UK Albums Chart)       | 17               |
| Suecia (Sverigetopplistan)          | 22               |

| Gráfica (1983)                                     | Pico de posición |
| -------------------------------------------------- | ---------------- |
| Estados Unidos (Billboard Top Current Album Sales) | 162              |

## Certificaciones y ventas
| País                  | Certificación | Ventas  |
| --------------------- | ------------- | ------- |
| Canadá (Music Canada) | Platino       | 100,000 |
| Estados Unidos (RIAA) | Oro           | 500,000 |
| Reino Unido (BPI)     | Oro           | 100,000 |